# Санчес, Лаура
Лаура Санчес Сото (исп. Laura Sánchez Soto, родилась 16 октября 1985 в Леон-де-лос-Альдаме) — мексиканская прыгунья в воду, участница трёх Олимпийских игр. Бронзовая медалистка Олимпиады-2012 в Лондоне, чемпионка Универсиад (2009). Бронзовая медалистка чемпионата мира 2003 года, трёхкратная чемпионка панамериканских игр и чемпионка игр Центральной Америки и Карибского бассейна.

## Карьера
Для Лауры Санчес за её долгую карьеру удалось завоевать много наград, и первая значимая среди них — бронзовая медаль чемпионата мира в Барселоне. Однако затем настали не самые лучшие времена. Из-за высокой конкуренции в своей сборной не всегда получалось выступать на всех стартах. На Олимпийских играх Лауре завоевать медаль удалось лишь с третьего раза, когда она безупречно выступила, уступив лишь «непобедимым» китаянкам У Минься и Хэ Цзы.